# De mysterieuze vlam van koningin Loana
De mysterieuze vlam van koningin Loana is de vijfde roman van de Italiaanse schrijver Umberto Eco.  De eerste Italiaanse uitgave verscheen in 2004; de Nederlandse vertaling in 2005.

## Personages
- Giambattista Bodoni, bijgenaamd Yambo, antiquarisch boekhandelaar.
- Paola Bodoni, echtgenote van Yambo.
- Carla en Nicoletta Bodoni, dochters van Giambattista en Paola.
- Gianni Laivelli, beste vriend van Yambo.
- Sibilla Jasnorzewska, assistente in het antiquariaat.
- Amalia, bewaakt het familiedomein in Solara (Piëmont).

## Inhoud
Wanneer Giambattista Bodoni wakker wordt in het ziekenhuis, is hij alle herinnering aan zichzelf, zijn vrouw, zijn kinderen en zijn maîtresses kwijt. Alleen zijn herinneringen aan boeken en trivia lijken intact. Na zijn ontslag, en nadat hij zijn antiquarische boekhandel in de veilige handen van de Poolse Sibilla heeft achtergelaten, gaat hij, op aandringen van zijn vrouw, naar de villa van zijn grootvader in Solara. Yambo bracht daar een deel van jeugd door, vóór, tijdens en na de Tweede Wereldoorlog. Op de zolder van het landhuis probeert hij, aan de hand van boeken, tijdschriften en andere documenten uit zijn jeugd, zijn verleden weer samen te stellen.

## Andere romans van Umberto Eco
- De naam van de roos
- De slinger van Foucault
- Het eiland van de vorige dag
- Baudolino